# ダグ・バンドウ
ダグ・バンドウ（Doug Bandow）は、アメリカ合衆国のコラムニスト。レーガン政権で外交アドバイザリーを務め、現在はケイトー研究所のシニアフェローとして多数のメディアで執筆活動を行う。
東アジアの専門家で、アメリカ軍の韓国および日本からの撤退を主張した論文を多数発表
している。